# ダイオキシン類

2,3,7,8-テトラクロロジベンゾ-1,4-ジオキシン(TCDD）の構造式。代表的なPCDDである。

2,3,7,8-テトラクロロジベンゾフラン（TCDF）の構造式。代表的なPCDFである。

PCBの一般構造式

ダイオキシン類（ダイオキシンるい、Dioxins and dioxin-like compounds）は、ポリ塩化ジベンゾパラジオキシン（PCDD）、ポリ塩化ジベンゾフラン（PCDF）、ダイオキシン様ポリ塩化ビフェニル（DL-PCB）の総称である。これらは塩素で置換された2つのベンゼン環という共通の構造を持ち、類似した毒性を示す。
ダイオキシン類は塩素を含む物質の不完全燃焼、薬品類の合成に際して、副合成物として生成する。
2,3,7,8-テトラクロロジベンゾジオキシン（2,3,7,8-Tetrachlorodibenzodioxin, TCDD）はダイオキシン類の中では最も毒性が高く、国際がん研究機関（IARC）により「ヒトに対する発がん性がある」と評価されている。マウスならびにラットの動物実験では、催奇性が確認されている。

## 定義
広義のダイオキシン類に含まれる化合物は次の3種類に大きく分けられる。世界保健機関（WHO）は、これらを合わせてダイオキシン類としている。
- ポリ塩化ジベンゾパラジオキシン（polychlorinated dibenzo-p-dioxins, PCDDs）
- ポリ塩化ジベンゾフラン（polychlorinated dibenzofurans, PCDFs）
- ダイオキシン様ポリ塩化ビフェニル（dioxin-like polychlorinated biphenyls, DL-PCBs）- PCBのうちダイオキシン類特有の毒性を見せるもの

これらの定義に当てはまる化学物質の異性体は計419あるが、そのうち31に顕著な毒性がある。
ただしダイオキシン類という言葉の範囲は実際には一定していない。1998年5月まで、WHOはDL-PCBをダイオキシン類に加えていなかった。また、ジオキシン環（ダイオキシンはジオキシンの英語読みである）を持つPCDDのみをダイオキシン類とする厳密な語法もある。
しかし、ダイオキシン類という言葉の範囲に関わらず、似た毒性を示すこれら全てを合わせて論ずることが多い。そのためダイオキシン様・ダイオキシン類似（dioxin-like）という言葉を使い、「ダイオキシン類とダイオキシン様化合物（dioxins and dioxin-like compounds）」、あるいはダイオキシン様化学物質（dioxin-like chemicals）、ダイオキシン様物質（dioxin-like substances）、ダイオキシン様PCB（dioxin-like PCBs）などと言い、これら全てを含むことを明確に示す。
|                |                                      | ダイオキシン類に含める物質 | ダイオキシン類に含める物質 | ダイオキシン類に含める物質 |
| PCDD           | +PCDF                                | +DL-PCB                    |                            |                            |
| 全てを含む表現 |                                      |                            |                            |                            |
| -------------- | ------------------------------------ | -------------------------- | -------------------------- | -------------------------- |
| 全てを含む表現 | ダイオキシン類                       | ×                          | ×                          | ○                          |
| 全てを含む表現 | ダイオキシン類とダイオキシン様PCB    | ×                          | ○                          | △                          |
| 全てを含む表現 | ダイオキシン類とダイオキシン様化合物 | ○                          | ○                          | △                          |
| 全てを含む表現 | PCDD、PCDF、ダイオキシン様PCB        | ○                          | ○                          | ○                          |

△ : 冗長だが誤解を避けるためには有効

### ダイオキシン

1,4-ジオキシンの構造式

元来、ダイオキシンは、ジオキシンの英語読みである。ジオキシンはIUPAC命名法の定義に基づいた有機化合物の名称で、環内に酸素原子を二つ含む六員環の不飽和複素環式化合物である。
ダイオキシン類の用語としては、最も有名なダイオキシン類である2,3,7,8-テトラクロロジベンゾジオキシンとされることもある。なお、英語ではダイオキシンとジオキシンはまったく同じ語で区別できない。ダイオキシン類（dioxins）も単なる複数形なので、「ダイオキシン類の1つ」との区別も難しい。

### ダイオキシン様PCB
ダイオキシン様PCBは、オルト位（ベンゼン環同士の結合の隣）にある塩素原子の数により、オルト位に塩素がないノンオルト置換PCBと、1つだけのモノオルト置換PCBに分かれる。毒性は、ノンオルト置換PCBは比較的強く、モノオルト置換PCBは比較的弱い。なお、非ダイオキシン様PCBも、甲状腺異常などの、PCB特有の非ダイオキシン様毒性は示す。
ダイオキシン様毒性が特に強いのが、コプラナーPCB（coplanar-PCB, Co-PCB）である。ビフェニルの2つのベンゼン環は回転可能だが、PCBのビフェニル構造は、置換する塩素の位置によっては共平面構造（コプラナリティ）を取る。このようなPCBがコプラナーPCBである。厳密には、ノンオルト置換PCBがコプラナーPCBとされる。オルト位の塩素は共平面構造を妨げるからである。ただし、ダイオキシン様PCB全てをコプラナーPCBと呼ぶこともある。

## 毒性当量因子
ダイオキシン類の毒性（後述）の性質は似ているがその強さは化学式・異性体によって異なるため、毒性当量因子TEF（toxic equivalency factors）をかけて、比較・加算可能な毒性当量TEQ（toxic equivalent）に換算する。
TEFは数度改訂されており、表はWHOによる2005年の改定値。
| 種類                              | 化学物質                    | TEF     |
| --------------------------------- | --------------------------- | ------- |
| PCDD                              | 2,3,7,8-TCDD                | 1       |
| PCDD                              | 1,2,3,7,8-PeCDD             | 1       |
| PCDD                              | 1,2,3,4,7,8-HxCDD           | 0.1     |
| PCDD                              | 1,2,3,6,7,8-HxCDD           | 0.1     |
| PCDD                              | 1,2,3,7,8,9-HxCDD           | 0.1     |
| PCDD                              | 1,2,3,4,6,7,8-HpCDD         | 0.01    |
| PCDD                              | OCDD                        | 0.0003  |
| PCDF                              | 2,3,7,8-TCDF                | 0.1     |
| PCDF                              | 1,2,3,7,8-PeCDF             | 0.03    |
| PCDF                              | 2,3,4,7,8-PeCDF             | 0.3     |
| PCDF                              | 1,2,3,4,7,8-HxCDF           | 0.1     |
| PCDF                              | 1,2,3,6,7,8-HxCDF           | 0.1     |
| PCDF                              | 1,2,3,7,8,9-HxCDF           | 0.1     |
| PCDF                              | 2,3,4,6,7,8-HxCDF           | 0.1     |
| PCDF                              | 1,2,3,4,6,7,8-HpCDF         | 0.01    |
| PCDF                              | 1,2,3,4,7,8,9-HpCDF         | 0.01    |
| PCDF                              | OCDF                        | 0.0003  |
| ノンオルト置換 （コプラナー） PCB | 3,3',4,4'-TCB (77)          | 0.0001  |
| ノンオルト置換 （コプラナー） PCB | 3,4,4',5-TCB (81)           | 0.0003  |
| ノンオルト置換 （コプラナー） PCB | 3,3',4,4',5-PeCB (126)      | 0.1     |
| ノンオルト置換 （コプラナー） PCB | 3,3',4,4',5,5'-HxCB (169)   | 0.03    |
| モノオルト置換 PCB                | 2,3,3',4,4'-PeCB (105)      | 0.00003 |
| モノオルト置換 PCB                | 2,3,4,4',5-PeCB (114)       | 0.00003 |
| モノオルト置換 PCB                | 2,3',4,4',5-PeCB (118)      | 0.00003 |
| モノオルト置換 PCB                | 2',3,4,4',5-PeCB (123)      | 0.00003 |
| モノオルト置換 PCB                | 2,3,3',4,4',5-HxCB (156)    | 0.00003 |
| モノオルト置換 PCB                | 2,3,3',4,4',5'-HxCB (157)   | 0.00003 |
| モノオルト置換 PCB                | 2,3,4,4',5,5'-HxCB (167)    | 0.00003 |
| モノオルト置換 PCB                | 2,3,3',4,4',5,5'-HpCB (189) | 0.00003 |

- T = テトラ
- Pe = ペンタ
- Hx = ヘキサ
- Hp = ヘプタ
- O = オクト
- CDD = クロロジベンゾジオキシン
- CDF = クロロジベンゾフラン
- CB = クロロビフェニル

## 化学的性質
常温で、無色の固体。蒸発しにくく、水には溶けにくいが、油脂類には溶けやすい。他の化学物質、酸、アルカリなどと反応せず、自然には分解しにくく比較的安定した状態を保つ。大気のダイオキシン類測定にはガスクロマトグラフ質量分析法による高分解能のガスクロマトグラフ質量分析計が用いられている。しかし、紫外線により徐々に分解される。
発生したダイオキシン類の分解方法として、超臨界流体状態の水や二酸化炭素を用いる技術が開発中である。

## 発生源
清掃工場などにある焼却炉での廃棄物（ごみ）燃焼や薬品類の合成に際して、意図しない副生成物（非意図的生成物）として生じる。このため、前者についてはごみ問題の一部という面もある。
過去においては、米軍がベトナム戦争で散布した枯葉剤の中に2,3,7,8-TCDDが不純物として含まれていたことは有名である。日本においても、PCBや農薬の一部に不純物として含まれて、環境中に排出されたという研究結果もある。
現在では、廃棄物の焼却処理過程においての発生が一番多く、その他、金属精錬施設、自動車排ガス、たばこの煙などから発生するほか、山火事や火山活動などの自然現象などによっても発生する。
一方で横浜国立大学の益永茂樹らは、過去に環境中に排出されたダイオキシン類として塩素系農薬、ペンタクロロフェノールおよびポリクロロフェニルニトロフェニルエーテル製造の副反応が主要な発生源であり、過去のこれらの農薬に不純物として含まれていたダイオキシン類が海に運ばれ魚を通じヒトに影響しているという推定を述べた。益永らによれば、この過去の排出の影響は現在の焼却過程によるものの4倍ほどとなっているという。

### 焼却炉や電気炉などの対策
800℃以上の高温での保持時間を長くして完全燃焼させ、300℃程度の温度の滞留時間を短くするため急速冷却し、生成された微量のダイオキシン類を活性炭により吸着し、バグフィルターで濾過してから再加熱し大気中に放出している。また、灰や活性炭などは固化処理などを行い、ダイオキシン類や重金属類などの溶出を防止している。処理した固化物などは管理型最終処分場に埋め立て処分することが定められている。

### 家庭における非意図的な発生
塩素を含むプラスティック（PVC等）や食品トレイ、そのほか塩素を含むあらゆる物質から、燃焼温度800℃以下の燃焼によって発生する。

## 毒性
ダイオキシン類の毒性は一般毒性、発癌性、生殖毒性、免疫毒性など多岐にわたりそれぞれの毒性発現量は異なる。

### 一般毒性
急性毒性試験結果を見ると、致死毒性は、生物種差が極めて大きく現われる。感受性の最も高いモルモット（雄）の半数致死量は600 ng/kgであるのに対してハムスター（雄）では5,000,000 ng/kg（=5 mg/kg）である。すなわちモルモットとハムスターとでは半数致死量は8000倍も異なっている。そのためヒトに対する致死毒性量はよくわかっていない。また急性毒性の発現は雌雄差があり、雌の方に毒性が現れやすい傾向がある。
2,3,7,8-TCDDに暴露したヒトや実験動物の事例よりダイオキシン類に暴露すると急性・亜急性に次の現象・症状が現れると考えられている。
1. 体重減少（消耗性症候群）
2. 胸腺萎縮
3. 肝臓代謝障害
4. 心筋障害
5. 性ホルモンや甲状腺ホルモン代謝
6. コレステロール等脂質代謝
7. 皮膚症状（クロロアクネ）
8. 学習能力の低下をはじめとする中枢神経症状

ダイオキシン類の残留濃度が高い場合、糖尿病を発症するリスクが上がることが国外の研究や、日本の厚生労働省による研究で分かった。
台湾におけるPCDFの事例からは子供の成長遅延、知力の不足、頭蓋骨の石灰沈着異常、舟底踵、歯肉の肥厚、異物性結膜炎の水腫様の眼症状等が認められている。

### 遺伝毒性
実験動物（ラット、マウス及びハムスター）による長期毒性試験ではダイオキシン類の発癌性を示唆する報告がなされている。ラットにおいては、Kocibaら（1978）が肝細胞の過形成結節及び肝細胞がん、硬口蓋及び鼻甲介、肺の扁平上皮がんの有意な増加を報告している。NTP毒性評価試験（1982）では肝の腫瘍結節（NOAELで1 ng/kg/day）、甲状腺濾胞細胞腺腫（NOAELで1.4 ng/kg/day）の増加を報告している。
ラット及びマウスの肝臓、肺と皮膚の二段階発がんモデルによるとダイオキシン類のプロモーター作用が認められ、EGF受容体及びエストロジェン受容体との相互作用の関与が示唆されている。このような2,3,7,8-TCDDには間接的なDNA障害は認められるが、直接的な結合〈記事 インターカレーションに詳しい〉は認められないと考えられている。各種の変異原性試験等においても陰性を示す結果が多く、ダイオキシン類自体がDNAに影響を与える遺伝毒性はないものと総合的に判断される。また、ダイオキシン類のプロモーター作用と併せて考慮すると2,3,7,8-TCDDの発がん機構には閾値があり、一定量以上の存在が作用発見に必要であることが示唆される。
WHOの下部機関である国際がん研究機関（IARC）は1997年に2,3,7,8-TCDDの発がん性評価を「人に対する発がん性がある」とした（IARC発がん性リスク一覧・Group1に詳しい）。その一方、2,3,7,8-TCDD以外のダイオキシン類についてはGroup3（ヒトでの発がん性の有無は不明）と評価している。

### 生殖毒性
ベトナム戦争時の枯葉剤に2,3,7,8-TCDDが副産物として含まれており、散布地域での奇形出産・発育異常の増加に対し、2,3,7,8-TCDDの催奇性との関連が取り上げられる。ただし、ダイオキシンによる催奇性はマウスでの実験においては確認されているものの、ヒトへの実験は不可能のためヒトに対する催奇形性は未確認である。
イタリアのセベソで起きたダイオキシン類暴露事故（セベソ事故）後のある限定的範囲の疫学調査では、高汚染地域の14年間の198人の出生のうち奇形児は0人である。同調査では、事故後はじめの7年間（2,3,7,8-TCDDの半減期にあたる）では、出生数が男児26人に対し女児48人であり、男児の出生低下が確認された。次の7年間では男児60人に対し女児64人であり、既に有差はない。こうした調査は実際に被曝した人的地理的範囲に対し調査対象数が少なく調査地域の選定も不明な点が多く、注意が必要である。
セベソでは事故翌年4-6月の妊婦の流産率は34%となった。また、周辺地域では癌発生率の増加、家畜の大量死、腫瘍、奇形出産などが報告されている。
PCB及びPCB加熱から生じたPCDFが混入した台湾油症の事例からは子供の成長遅延、知能低下、運動機能の発達遅延、皮膚の黒皮化などが報告されている。
2,3,7,8-TCDDの生殖毒性は動物実験で胚や胎児の段階で強く現れることが知られており、代表的な催奇形性としてマウスにおける口蓋裂、水腎症などがある。動物実験で妊娠中及び授乳中の2,3,7,8-TCDDの暴露による仔の生殖機能、甲状腺機能、免疫機能への影響が低レベルで認められている。ラットを用いた3世代実験ではF0世代では100 ng/kg/day、F1及びF2世代では、10 ng/kg/dayより妊娠率の低下、出生仔の低体重及び性周期に影響を与えると考えられている。
生殖に影響するダイオキシン類レベル（NOAEL）はラットの3世代実験に基づくと1 ng/kg/day程度、アカゲザルのデータに基づくと0.126 ng/kg/day程度推定される。Mablyらによると64 ng/kgのダイオキシンを含む飼料の一回投与した際に付属生殖器官の重量、精子形成の減少が見られたと報告している。これらの作用は2,3,7,8-TCDDが酵素の誘導、成長因子、ホルモン及びそれらの受容体の変化を通して、通常のホメオスタシスとホルモンバランスを変化させ、内分泌攪乱因子としての作用を及ぼしているためと考えられている。

### 免疫毒性
動物実験では2,3,7,8-TCDDは未熟な胸腺細胞の減少を伴う胸腺の萎縮を生じさせることが知られている。マウスへの2,3,7,8-TCDD単回投与試験の結果では、NOAELが5 ng/kg/dayで、ウイルス、細菌、寄生虫に対する感染防御機構が影響したと考えられる致死率増加や寄生虫排除の遅れが見られ、抗体産生の抑制や、リンパ球量の変動が見られた。妊娠マウスへの2,3,7,8-TCDD投与により新生児マウスの胸腺細胞数の変化を示す結果もえられている。
ヒトに対する2,3,7,8-TCDDの免疫毒性は疫学調査でT細胞レベルの変動を示唆する報告があるが、詳細はよくわかっていない。

### 有毒説、無毒説
一部にダイオキシンが有毒であるという根拠が科学的ではないとする論議がある。セベソでのダイオキシン類暴露事故においては、当日の家畜大量死、翌年の流産率の急増、女子出生への偏りなどが報告されたものの、事故直後では人間の死者と奇形出産が出なかったことから、対人間無毒説の根拠とされる。
また、当初はダイオキシンの高い急性中毒性について議論されていたが、いつの間にか慢性毒性や発がん性に話がすり替わっているというような、研究者の非科学的態度もダイオキシンが有毒であるという論への懐疑的要因である。
ダイオキシン類の毒性発現機序は低濃度では主にアリール炭化水素受容体（arylhydrocarbon receptor）と結合することで発現すると考えられている。ダイオキシン類とアリール炭化水素受容体との親和性は種差があることが知られており、ヒトのアリール炭化水素受容体とダイオキシン類との親和性は他の動物に比べ低いことから、ヒトがダイオキシン類の毒性について感受性の低い根拠の一つになっている。しかし実験動物では進んでいるものの、ヒトにおける発癌性や内分泌攪乱作用とアリール炭化水素受容体の役割について詳細には判明していない。
一方、アリール炭化水素受容体を介さない毒性発現も存在すると考えられており、主に高用量での毒性発現と関係していると考えられている。
実際にダイオキシンが毒殺目的で人間に大量に与えられた事例があり、有名なところではウクライナ大統領候補だったヴィクトル・ユシチェンコの毒殺未遂事件がある。しかし、皮膚に湿疹などの異常が出たが、ダイオキシンの高い急性中毒性については、否定される結果になっている。

## 生物への吸収・排出

### 生物の体内への吸収経路
ダイオキシン類は消化管、皮膚、肺より吸収されることが判明しているが、一般的な生活状況では日常生活におけるダイオキシン類の総摂取量のほとんどは経口摂取によると報告されている。
| 摂取源     | 摂取量 単位pg-TEQ/kg/日 |
| ---------- | ----------------------- |
| 大気       | 0.019                   |
| 土壌       | 0.0052                  |
| 魚介類     | 1.15                    |
| 肉・卵     | 0.14                    |
| 乳・乳製品 | 0.032                   |
| 穀物・芋   | 0.0014                  |
| 有色野菜   | 0.0018                  |
| その他     | 0.007                   |
| 計         | 約1.35                  |

- 経口：ダイオキシン類が付着しているまたはダイオキシン類を含有している食品を摂取し、消化器官から体内に吸収される。
- 経気道：気体や微細な粉塵となったものを呼吸によって吸い込む。
- 経皮：皮膚に付着した粉塵や気体などを皮膚表面から吸収する。

経口吸収率は脂肪に溶けている場合は90%に近いが、食物に付着している場合は50%-60%程度に半減すると考えられている。また生物種の違いにより経口吸収率に大差は認められていない。実験動物に経口投与した場合、主に血液、肝臓、筋、皮膚、脂肪に分布し、特に脂肪組織に分布し、この傾向は動物種によって違いはない。
ダイオキシン類摂取状況については食事由来のダイオキシン類摂取量は9都道府県での陰膳方式による摂取量調査の結果では平均1.25 pg/kg/day（最小値0.26-最大値2.60 pgTEQ/kg/day）であった。
2004年の報告では、推定値は1.41 pgTEQ/kg体重/日（0.48-2.93 pgTEQ/kg体重/day）である。
食事以外によるダイオキシン摂取量は少ないと推定されており、日本国の場合、大気由来は0.02-0.18 pg/kg/day、水由来は0.001 pg/kg/day、土壌由来は0.008-0.084 pg/kg/dayと推定されている。食品では、生物濃縮される動物性食品からが大半である。野菜に付着したダイオキシン量を減らす方法として、水洗いで何割かのダイオキシンが減り、煮る・焼くといった脂質が減るような調理によっても何割か減ると報告されている。
| 国       | 摂取量 単位pg-TEQ/kg/日 |
| -------- | ----------------------- |
| 日本(1)  | 3.26                    |
| 日本(2)  | 1.25(0.26-2.6)          |
| ドイツ   | 2.2                     |
| カナダ   | 2.3                     |
| オランダ | 2.0                     |
| 米国     | 0.3-3.2                 |
| イギリス | 2.1                     |

日本近海についてはアナゴ、カニ類の内臓など、また遠洋・輸入のマグロなどから相当濃度のダイオキシン類が検出されている。また、魚の油にダイオキシン類が多く含まれている。別の報告では日本近海のイカ類、底存性サメ類、タラ類の肝臓部にダイオキシン類が高いという報告もある。

### 排出
ダイオキシン類は肝臓のミクロゾームP450で徐々に代謝される。ダイオキシン類は尿中に排泄される量は少なく、胆汁排泄により糞便中に排泄される。排泄速度には種差が認められ、ラット・ハムスターの消失半減期は12 - 24日、モルモットが96日、サルで約1年である。疫学調査などによりヒトの半減期は約7.5年と考えられている。また、ダイオキシン類は母体から胎児へ移行するが、母体より胎児の濃度が高くなる例は知られていない。また、母乳中にダイオキシン類は分泌されるため、母体から新生児へ移行すると考えられている。
ラットを用いた実験で、食物繊維の摂取によるダイオキシン類の吸収抑制および排泄促進が報告されている。カネミ油症事件の治療研究では、コレスチラミンと食物繊維（米ぬか）の併用により排泄が促進されたことが報告されている。

### 生物濃縮の有無
陸上動物においても水生生物においても食物連鎖の低位にある生物よりも高位にある生物の方がより高いダイオキシン濃度を示すことが知られている。一方、PCDD、PCDFについては、食物連鎖の高位にある生物の方がより低い濃度を示す傾向があることが確認されている。
2003年の報告では、イネ類が生育する時、2,4-ジクロロフェノキシ酢酸などの一部のダイオキシンは土壌中から吸収されないと考えられているとする報告がある一方、2007年の報告では微量ながら玄米に移行する結果もある。また比較的脂肪を多く含む大豆も2,4-ジクロロフェノキシ酢酸などの一部のダイオキシンを吸収しないと考えられている。他の作物の調査結果においても、現在認可中の農薬に関しては、土壌ダイオキシン類濃度に比べて作物での濃度は数百倍以上低く、生物濃縮はほとんどないと見られる。

## ヒトへの曝露
一般向けの書物やマスメディアによって、ダイオキシンが「史上最強の猛毒」と扱われることがあるが、生物毒のように直接の即死効果を持つ毒素との比較において、ダイオキシン感受性の高い（後述）モルモットのデータから見積もっても、ボツリヌス毒素はダイオキシンに比べ、少なくとも数千倍の毒性を有する。また以下に示すようなヒトに対する暴露事例において、死亡例についてはほとんど確認できない。また、環境中からヒトが摂取可能なダイオキシン量はさらに少量であり、即死効果という点において、サリンやシアン化カリウムなどと急性毒性を比較するのは不適切である。
ダイオキシン類のヒトへの曝露の事例としては
1. アメリカ合衆国で発生した工場廃液の環境の汚染に伴う事例
2. 工場や研究室における汚染事故
3. イタリアにおけセベソ事故
4. ベトナム戦争における枯葉剤作戦による退役アメリカ軍人らに見られる影響[注釈 5]
5. 台湾でのPCB及びPCDF中毒汚染
6. 日本のカネミ油症事件[33]
7. ヴィクトル・ユシチェンコ暗殺未遂事件（2004年9月、ダイオキシンを盛られての暗殺未遂だと言われている[34]）

などが挙げられる。
動物実験や疫学調査により、ダイオキシン類のヒトでの体内半減期は約7.5年と考えられている。
特に問題となるのは妊婦の胎児への影響である。さらに、母乳には脂肪が多く含まれており、ダイオキシン類は脂肪分に多く含まれることが知られており、ダイオキシン類を摂取した授乳期の母親は食事について十分注意する必要がある。

## 環境基準の達成状況
日本の環境省が発表した「平成19年度ダイオキシン類に係る環境調査結果の概要」は下記のとおりである。

### 大気
大気では、全ての地点で環境基準を達成している。

### 地下水
地下水の環境基準（1 pg-TEQ/L 以下）を下記の地点で超過していた。
- 都道府県/調査地点/平均値（最大値）
- 福島県相馬市蒲庭：2.4 pg-TEQ/L（3.1）
- 大分県大分市廻栖野：1.7 pg-TEQ/L（2.1）

### 底質
底質の環境基準（150 pg-TEQ/g以下）を下記の地点で超過していた。
- 都道府県/水域分類/水域名称/地点名称/底質(pg-TEQ/g)平均値/最大値
- 東京都/河川/横十間川/天神橋/ 290 pg-TEQ/g(290)
- 富山県/河川/富岩運河、岩瀬運河及び住友運河千原崎地内水路橋: 200 pg-TEQ/g(200)
- 静岡県/河川/沼川下流/沼川植田橋: 180 pg-TEQ/g(180)
- 大阪府/河川/住吉川/住之江大橋下流:1100 m/ 250 pg-TEQ/g(250)
- 大阪府/河川/六軒家川/春日出橋：180 pg-TEQ/g(180)
- 大阪府/河川/神崎川/新三国橋：160 pg-TEQ/g(160)
- 大阪府/河川/古川/中茶屋橋:190 pg-TEQ/g(190)
- 島根県/河川/樋ノ口川/馬潟町: 220 pg-TEQ/g(220)

### 水質
水質の環境基準（1 pg-TEQ/L 以下）を下記の地点で超過していた。
- 都道府県/水域分類/水域名称/地点名称/水質(pg-TEQ/L)平均値(最大値)
- 宮城県/河川/定川/大橋（河口）:2.3 pg-TEQ/L(5.4)
- 宮城県/河川/五間堀川/矢ノ目橋 :1.3 pg-TEQ/L(1.9)
- 宮城県/河川/鶴田川/下志田橋(サイホン):1.6 pg-TEQ/L(2.8)
- 埼玉県/河川/綾瀬川/下流内匠橋:1.9 pg-TEQ/L(2.6)
- 埼玉県/河川/綾瀬川/下流手代橋 :1.9 pg-TEQ/L(2.7)
- 埼玉県/河川/新方川/昭和橋: 1.2 pg-TEQ/L(2.6)
- 埼玉県/河川/古綾瀬川/松江新橋: 1.2 pg-TEQ/L(2.5)
- 埼玉県/河川/古綾瀬川/弁天橋: 1.6 pg-TEQ/L(2.5)
- 埼玉県/河川/伝右川/伝右橋: 1.2 pg-TEQ/L(1.2)
- 千葉県/湖沼/手賀沼/下手賀沼中央: 1.5 pg-TEQ/L(1.5)
- 東京都/河川/中川/下流飯塚橋: 1.1 pg-TEQ/L(1.4)
- 東京都/河川/中川/下流高砂橋: 1.6 pg-TEQ/L(1.6)
- 東京都/河川/綾瀬川/下流内匠橋: 1.9 pg-TEQ/L(2.6)
- 東京都/河川/横十間川/天神橋: 1.2 pg-TEQ/L(2.3)
- 新潟県/河川/関川/下流稲田橋: 1.4 pg-TEQ/L(4.2)
- 新潟県/河川/関川/下流直江津橋: 1.4 pg-TEQ/L(4.3)
- 新潟県/河川/福島潟/潟口橋: 1.3 pg-TEQ/L(1.7)
- 石川県/河川/能瀬川/浦能瀬橋: 2.2 pg-TEQ/L(3.0)
- 石川県/河川/宇ノ気川/下流宇ノ気川橋: 1.5 pg-TEQ/L(2.0)
- 福井県/河川/八ヶ川/水門: 1.7 pg-TEQ/L(3.2)
- 岐阜県/河川/津屋川/福岡大橋: 1.2 pg-TEQ/L(2.2)
- 愛知県/河川/半場川/坂下橋: 1.1 pg-TEQ/L(1.4)
- 富山県/河川/富岩運河、岩瀬運河及び住友運河千原崎地内水路橋 1.2 pg-TEQ/L :(1.7)
- 大阪府/河川/寝屋川/住道大橋: 1.3 pg-TEQ/L(1.7)
- 大阪府/河川/恩智川/住道新橋: 1.4 pg-TEQ/L(1.5)
- 大阪府/河川/神崎川/小松橋: 2.0 pg-TEQ/L(5.1)
- 大阪府/河川/古川/徳栄橋: 1.5 pg-TEQ/L(2.5)
- 大阪府/河川/東横堀川/本町橋: 1.2 pg-TEQ/L(1.4)
- 大阪府/河川/玉串川/JAグリーン大阪前: 1.9 pg-TEQ/L(2.8)
- 大阪府/河川/東部排水路/新今堀橋近傍: 1.5 pg-TEQ/L(2.4)
- 奈良県/河川/飛鳥川/保田橋: 1.1 pg-TEQ/L(1.1)
- 奈良県/河川/岡崎川/岡崎川流末: 1.7 pg-TEQ/L(1.7)
- 島根県/河川/樋ノ口川/馬潟町: 2.5 pg-TEQ/L(2.5)
- 福岡県/河川/堂面川新堂面橋: 1.3 pg-TEQ/L(1.3)

## 一般環境中に蓄積されているダイオキシン類の対策
一般環境中に放出されるダイオキシン類は大きく減少したが、過去に製造されたダイオキシン類は土壌や水域の底質に蓄積されている（土壌汚染、底質汚染）。底質に蓄積されたダイオキシン類の本格的な処理が進展しておらず、早急な対応が求められていることを国土交通省が「底質ダイオキシン類対策の基本的考え方」で認めている。

### 土壌
環境省は土壌の環境基準（1,000 pg-TEQ/g以下ただし、250 pg-TEQ/g以上の場合には、必要な調査を実施すること）を定めているが、土壌汚染対策法の指定基準には定めがない。なお、大阪府等の自治体は独自に条例を設けてダイオキシン類の調査・対策の手順を定めている。ダイオキシン類は、木材などに含まれるリグニンという成分と分子構造が似ている。このため、リグニンを分解する酵素群を持つ白色腐朽菌等を使用してダイオキシン類に汚染された土壌を浄化するバイオレメディエーション技術が研究されている。

### 底質
ダイオキシン類は河川や港湾の底質に多く蓄積されており、アナゴなどの水底で棲む魚介類のダイオキシン類濃度が高いことを農林水産省等が発表している。また環境省は底質暫定除去基準値以上のPCBを含む底質を除去するように政令で通達している。また、底質ダイオキシン類の環境基準（150 pg-TEQ/g）を定めており、環境基準を超過する底質は、可及的速やかに対策を講じることが行政の目標である。

## ダイオキシン問題
過去に、「どんなものを燃やしてもダイオキシンが発生する」と騒がれたが、ダイオキシン類は塩素を含む物質が不完全燃焼したときに発生する物質である。またその発生量は、燃やした物質に含まれる塩素濃度が0.1 - 50%程度の場合は濃度にはほとんど関係なく、燃焼条件で決定される。

### 日本におけるダイオキシン問題
日本では1997年に豊能郡美化センター（大阪府能勢町・豊能町）の敷地内とその周辺で高濃度のダイオキシンが検出され社会問題となった。
また、日本におけるダイオキシン汚染原因の一つとして、特定の農薬の使用が指摘されている。特に水田除草剤に使用されたPCP、土壌殺菌剤PCNBなどには不純物としてダイオキシン類が含まれており、日本全国で汚染があったと推定されている。国内におけるダイオキシンにより起きた大規模な健康被害としてカネミ油症事件が挙げられる。
1999年にダイオキシン類対策特別措置法が制定されて対策が行われた。現在はPCPなどの使用は禁止されており、汚染は徐々に減少しているものと考えられる。
これに伴い、全国の小学校に設置されていたゴミ焼却炉の使用が文部省（現在の文部科学省）によって規制された。

#### 日本での底質ダイオキシン問題
古綾瀬川（埼玉県）、田子の浦（静岡県富士市）、市原港（千葉県市原市）、富岸運河（富山市）、和歌山県海南市、大阪府の河川や港湾、洞海湾（福岡県）等で底質環境基準を超過するダイオキシン類が検出され、国土交通省や各自治体が対応に取組んでいる。

#### 国有林での埋設ダイオキシン問題
林野庁は日本の国有林での植林時に使っていた除草剤2・4・5T系に有害性が指摘されたため、1971年に使用を中止。約6割を製造元に返品し、余った分はコンクリートで固めて水源地から離れた山中に埋めるよう各地の営林局に通達を出した。こうした処分方法が守られていなかったなどとして掘り出した分を除き、約26トンが北海道と15県の国有林に埋まったままになっていたが、地元自治体から洪水などによる流出を懸念する声があがったことと、高温焼却による無害化技術に目途がついたことから、2023年5月より、土中から掘り出して処分を進める。

#### ダイオキシンの濃度測定
2001年の計量法改正によってダイオキシンの濃度を計量証明することができるのは製品評価技術基盤機構又は指定認定機関から特定計量証明事業者として認定された事業者のみとなった。

## ダイオキシンの分解
触媒によるダイオキシン類の分解では、排ガス中に含まれる酸素とダイオキシン類を触媒上で反応させることにより、ダイオキシン類を無害な炭酸ガスや水に分解する。この反応では塩化水素も同時に生成するが、排ガス中のダイオキシン類の濃度は非常に低いので、生成する塩化水素の量は環境に影響を与えないレベルである。
フィルタによるダイオキシンの分解により、排ガス中のダイオキシンやNOxを分解、無害化する技術開発も進んでいる。
ごみの焼却処理法も進化している。神戸製鋼では触媒やフィルターに加え、ダイオキシン除去を中心とした高度排ガス処理技術を開発し、水噴霧などにより排ガスを急速冷却することで排ガス冷却過程で再生するダイオキシンの量を抑制している。